# Meridel Le Sueur
Meridel Le Sueur est une auteure américaine engagée dans la littérature prolétarienne des années 1930 et 1940.

## Œuvres
- 1930 : The Girl
- 1940 : Salute to Spring
- 1945 : North Star Country
- 1949 : Nancy Hanks of Wilderness Road: A Story of Abraham Lincoln's Mother  (ISBN 9780930100360)
- 1951 : Chanticleer of Wilderness Road: A Story of Davy Crockett
- 1954 : The River Road: A Story of Abraham Lincoln, children's book  (ISBN 9780930100377)
- 1954 : Little Brother of the Wilderness: The Story of Johnny Appleseed
- 1955 : Crusaders: The Radical Legacy of Marian and Arthur LeSueur New York : Blue Heron Press,   (ISBN 9780873511742)
- 1973 : Conquistadores
- 1974 : Mound Builders
- 1975 : Rites of Ancient Ripening
- 1975 :  [vidéo] « My people and my home (16 mm film, available on DVD - reissued 1990) », 1975, Twin Cities Women's Film Collective (OCLC 500291129)
- 1982 : O.K. Baby
- 1984 : I Hear Men Talking and Other Stories  (ISBN 9780931122378)
- 1984 : Word is movement : journal notes ; Atlanta, Tulsa, Wounded Knee, Tulsa, OK, Cardinal Press (ISBN 978-0-943594-07-1)
- 1985 :  [vidéo] « Interview. Meridel Le Sueur is interviewed by Allan Francovich (Film) » (OCLC 85824580, consulté le 6 juin 2014)
- 1987 : Sparrow Hawk, children's book  (ISBN 9780930100223)
- 1991 : The dread road, Albuquerque, West End Press, 1991, 65 p. (ISBN 978-0-931122-63-7)
- 1990 : Harvest song : collected essays and stories, Albuquerque, N.M., West End Press, 1990, 244 p. (ISBN 978-0-931122-60-6)
- 1993 : Ripening: Selected Work, edited by Elaine Hedges, The Feminist Press.  (ISBN 9780935312416) [1]
- 1992 : « Women and spirituality (VHS tape) », Meridel LeSueur, Carol Ann Russell, Rachel Tilsen, and Neala Schleuning speak at the 1992 Women and spirituality conference held at Mankato State University Oct. 10-11, 1992 (consulté le 6 juin 2014)
- 1997 :  [vidéo] « The dread road : a radio drama », Neon Crow Theatre Lab (OCLC 82999160)